# 無綫電視晚間新聞
《晚間新聞》（英語：News Roundup），是香港電視廣播有限公司新聞及資訊部製作的新聞節目，每日午夜前於翡翠台、無綫新聞台及明珠台播出。由2008年7月13日起，《晚間新聞》節目改用16:9技術製作。
2009年2月2日起，《晚間新聞》改以廠景高清製作。改版後的翡翠台《晚間新聞》，逢星期一至五於晚上11時播放，設定固定主播（2009年2月2日至2012年2月24日為方健儀，其後主要為吳璟儁）。節目形式方面，大量增加新聞以外資訊及與觀眾的互動，類近資訊節目。
2015年1月5日至2016年7月8日期間，翡翠台《晚間新聞》延長至60分鐘，設定固定新聞主播吳璟儁、財經主播陳正犖、體育主播文宇軒，以整合新聞、財經及體育資訊為主。
2016年6月27日，陳嘉欣接替吳璟儁，成為星期一至五《晚間新聞》的固定新聞主播至今。
2016年7月11日起，《晚間新聞》縮短為25分鐘。2017年5月8日起，《晚間新聞》提早於23:00播映，時長為30分鐘。
香港其他免費電視台的晚間新聞節目有HOY TV的《晚間直播室》及ViuTV的《7點新聞報道》。
2020年3月9日起，《晚間新聞》内取消體育主播報導體育消息環節直接由新聞主播報導體育新聞至新聞完結。2020年4月27日起，翡翠台《晚間新聞》劃一每日於23:00播出，週末的播放時間改為23:00-23:20。2020年12月1日起，模擬翡翠台停播，《晚間新聞》全面數碼化，播放安排維持不變。2020年12月7日至30日，由於增加在星期一至五22:30播放一小時電視劇《香港愛情故事》及隨後該時段播映《再見2020 你還好嗎》，星期一至五《晚間新聞》改於23:30播出，2021年1月1日起，星期一至五《晚間新聞》回復於23:00播出，2021年6月14日起，星期一至五《晚間新聞》改於23:15播出。

## 節目版本、名稱及播放時間
《晚間新聞》在香港時間星期一至星期五23:15至23:50播放，播放時間為35分鐘；而星期六及星期日播放時間則是23:15至23:35，播放時間為20分鐘。當遇上特別日子時，節目的播放時間或會稍作變動。如當天有突發事件，節目的播放時間或會延長，而之後的原定節目將順延播出。
新聞播放完畢後，廣告後有一節《天氣報告》，然後轉播《瞬間看地球》。2011年2月28日起，逢星期一至五《晚間新聞》後緊接播放《新聞檔案》。2015年1月5日起，逢星期一至五《晚間新聞》前增設《環球新聞檔案》。
2009年2月2日，《晚間新聞》改為三節播放。2015年1月5日，《晚間新聞》改為四節播放。2016年7月11日至2020年10月30日，《晚間新聞》改為三節播放。2020年11月2日起，《晚間新聞》改版。星期六、日《晚間新聞》的節目內容包括綜合新聞及六合彩

## 2009年無綫新聞改革
2009年2月2日，無綫新聞進行改革。尤其對星期一至五的中文《晚間新聞》作重點改動，為《晚間新聞》增加不少特色及收視，包括：
- 播映時間：將星期一至五的《晚間新聞》提早至晚上11時開始播放，並加長節目時間至35分鐘（連廣告），分三節播放。
- 固定主播：罕有地使用固定主播制度，星期一至五《晚間新聞》之固定常規主播設為方健儀（至2012年2月24日）。
- 專題報道：於週一至週五每日播出有關不同專題的新聞，如醫療等。
- 增潤內容：在重點新聞片段後，請來負責記者到直播室現場對新聞作進一步解釋，或介紹有關內容。
- 特色播報：改革的《晚間新聞》中，主播會運用新直播室之電視機屏幕播報。主播會不時站立、走動於電視旁，或以各種鏡頭角度，運用電視屏幕播報。當有外景直播，外景記者通常會望向較側方向而非正對鏡頭，增加與主播之互動。
- 晚間天氣報告：將原有在《晚間新聞》中的簡短天氣預報環節抽出，成為新聞之後的獨立節目《晚間天氣報告》；更詳盡報告天氣資訊，並不時講解天氣常識。
- 新聞預告：於翡翠台及高清翡翠台約22:30和22:45兩個廣告時段有插播新聞預告的安排，形式與播放《六點半新聞報道》前的預告相若，並由當天常規主播（方健儀）旁白，以「十一點，晚間新聞」作結。此預告安排於2009年10月5日內不時出現，視乎當天《晚間新聞》的編導安排，至2009年11月27日完全消失。自2020年10月5日起此種新聞預告再次於工作日22:30出現（但若有特別節目調動需要提早或延後播出《晚間新聞》，如大除夕及元旦節目期間，直至2024年12月31日才則會出現）；其後自2021年6月14日起更改到23:15播出後旁白改以「十一點三，晚間新聞」作結。

## 節目名稱
《晚間新聞》在翡翠台的名稱原為《最後新聞報導》，為收播前播出的一節新聞，直至1981年1月1日起無綫編排兩線劇集及將綜藝節目《歡樂今宵》延後播放，自此改稱為《新聞報導》，1989年4月3日起，星期一至五改名為《十一點廿分新聞報導》，1989年4月8日起，星期六、日改名為《十一點半新聞報導》，但此並非節目的實際名稱、是一個隨節目於十一時幾分播出而轉變的變數，為了避免名稱過長，凡是23:20、23:30等都會簡化為11時20分、11時30分播出。例如新聞在11時20幾分播出，它的節目則稱為《十一點廿分新聞報導》，11時35分播出，1990年10月8日起，改名為《十一點卅五分新聞報導》，但間中如遇上大型節目播放時間超時，則改稱《新聞報導》（例如1991年2月14日年三十晚的晚間新聞）。基於簡便理由，最後於1991年10月7日起，改名為《晚間新聞》。
《晚間新聞》在明珠台的名稱依然都是《News Roundup》，之後一直沿用至今。

## 外部連結
- 無綫電視網站 - 晚間新聞 （页面存档备份，存于）
- 無綫新聞網站-《晚間新聞》重溫 （页面存档备份，存于）